# Capo di Ponte
Capo di Ponte (lombardul: Co de Put) település Olaszországban, Lombardia régióban, Brescia megyében. Lakosainak száma 2317 fő (2023. január 1.). Capo di Ponte Cedegolo, Ceto, Cimbergo, Ono San Pietro, Paisco Loveno, Paspardo és Sellero községekkel határos.

## Népesség
A település népessége az elmúlt években az alábbi módon változott:
| Lakosok száma | 2453 | 2471 | 2317 |
|               | 2017 | 2018 | 2023 |